# Щукін Володимир Володимирович
Щукін Володимир Володимирович (22 жовтня 1954, Токмак — 14 травня 2021, Миколаїв) — український історик-краєзнавець, викладач, кандидат історичних наук, доцент. Коло дослідницьких інтересів: історична регіоналістика, історична юдаїка, історія вітчизняної культури.

## Внесок
Володимир Володимирович Щукін і Андрій Миколайович Павлюк вперше здійснили фундаментальне дослідження історії єврейської громади міста Миколаєва в період з кінця XVIII ст. до початку ХХ ст. Також Щукін В. В. та Павлюк А. М. виконали найбільш повне комплексне дослідження історії єврейських землеробських колоній Херсонської губернії з моменту їх заснування і до початку ХХ ст. Історик В. В. Щукін зробив свій внесок у складання хроніки і аналіз трагічних подій Голокосту, що відбувалися на території сучасної Миколаївської області.

## Біографія
Народився  22 жовтня 1954 р. в м. Великий Токмак Запорізької області. В 1976—1980 рр. навчався на історичному факультеті Миколаївського державного педагогічного інституту.
Працював вчителем в середній школі, викладачем та завідувачем відділенням в Миколаївському культурно-освітньому училищі.
В 1988—1995 рр. — на викладацькій роботі в Миколаївському державному педагогічному інституті.
В 1996—1998 рр. — старший викладач, зав. відділенням в Миколаївському вечірньому правовому коледжі.
В 1998—2015 рр. — старший викладач, доцент в Миколаївському навчальному Центрі Одеської державної юридичної академії, з 2005 р. — в Миколаївському інституті права Одеської національної юридичної академії. З 2011 р. — завідувач кафедри гуманітарних дисциплін.
В 2006 р. захистив  кандидатську дисертацію на тему «Становище єврейського населення Херсонської губернії в ХІХ — на початку ХХ століття» за спеціальністю 07.00.01 — Історія України (Спеціалізована вчена рада Запорізького національного університету; науковий керівник — доктор історичних наук, професор М. М. Шитюк).
В 2012—2015 рр., а також в 2015—2018 рр. — член спеціалізованої вченої ради К 38.134.01 [Архівовано 22 липня 2019 у Wayback Machine.] у Миколаївському національному університеті ім. В. О. Сухомлинського з правом прийняття до розгляду і проведення захисту дисертацій на здобуття наукового ступеню кандидата історичних наук за спеціальністю 07.00.01 «Історія України» (Наказ Міністерства освіти і науки, молоді та спорту України № 1206 від 26 жовтня 2012 року, Наказ Міністерства освіти і науки України № 1328 від 21.12.2015 р. — с. 35 Додатку 2 до наказу).
Учасник численних наукових конференцій. Автор понад 250 наукових, науково-методичних та науково-популярних публікацій.
Науковий  керівник та редактор науково-популярного краєзнавчого електронного ресурсу «Фаберова дача. Энциклопедия истории Николаева и Николаевской области» [Архівовано 13 лютого 2018 у Wayback Machine.].
Був убитий в Миколаєві 14 травня 2021 року.

## Наукові праці
Щукін Володимир Володимирович — автор понад 250 друкованих праць.
І.  Статті, матеріали конференцій
Щукин В. В. События  Катастрофы на юге Украины. (По  материалам Николаевской области) / В. В. Щукин // История еврейского народа. Материалы шестой Ежегодной Международной междисциплинарной конференции по иудаике. — Часть 2. — Москва, 1999. — С. 299—304.
Ханстантинов В. А., Щукин В. В. Юдофобия, как  этностереотип и ее особенности в молодежной студенческой среде. / В. А. Ханстантинов, В. В. Щукин // Материалы восьмой Ежегодной Международной междисциплинарной конференции по иудаике. Часть I. — М., 2001. — с. 219—300.
Щукін В. В. Про право поселення та проживання євреїв у м. Миколаєві (ХІХ — поч. ХХ ст.) /В. В. Щукін // Актуальні проблеми політики. Збірник наукових праць. — Випуск 12. — Одеса., 2001. — С. 550—559.
Щукин В. В. О правовом положении евреев в Николаеве и Севастополе (кон. XVIII — начало ХХ вв.) / В. В. Щукин //Материалы девятой Ежегодной Международной Междисциплинарной конференции по иудаике.  Часть 1. –М., 2002. –С. 192—202.
Щукин В. В. О правовом положении евреев-земледельцев (колонистов) в Новороссийском крае (XIX — нач ХХ в.) /В. В. Щукин // Материалы Одиннадцатой Ежегодной Международной Междисциплинарной  конференции по иудаике. Ч.1. — М., 2004. — С. 171—178.
Щукін В. В. До питання про ефективність єврейської сільськогосподарської колонізації в Новоросійському краї (ХІХ — поч. ХХ ст.) / В. В. Щукін // Південний архів: Збірник наукових праць. Історичні науки. Випуск ХІХ. — Херсон: Вид. ХДУ,  2005. — С. 154—161.
Щукін В. В. Левірат в історії єврейського шлюбного права / В. В. Щукін // Визначальні тенденції генезису державності і права: Збірник наукових праць. − Миколаїв: Вид. «Іліон», 2007. − С. 254—257.
Щукин В. В. Зарождение сионистского движения в Николаеве (конец XIX − начало ХХ в.) / В.В Щукин // Південний архів: Збірник наукових праць. Історичні науки. − Вип. XXVII. — Херсон: Вид. ХДУ,  2008. — С. 89-96.
Щукін В. Трансформації традицій миколаївської єврейської громади (друга пол. ХІХ − поч. ХХ ст.) / В. В. Щукін// Агора. Перспективи соціального розвитку регіонів ─ Вип. 7. − К.: Стилос, 2008. − С. 57-63.  [http://www.kennan.kiev.ua]
Щукин В. Брачный обыск в Российской империи /В. Щукин //Людина і закон. Публічно-правовий вимір. Матеріали Міжнародної науково-практичної конференції «VII Прибузькі юридичні читання». Миколаїв. 25-26 листопада 2011 р. — Миколаїв, 2011. — С. 72-74.
Щукин В. События еврейского погрома в Николаеве в изложении региональной прессы /В. Щукин // Научные труды по иудаике. Материалы XVIII международной ежегодной конференции по иудаике — Т. 2. —М., 2011. — С. 122—129.
Щукин В. Дело по обвинению Николаевского казенного раввина Лейба Виленского в революционной пропаганде / В. Щукин // Научные труды по иудаике. Материалы ХІХ Международной ежегодной конференции по иудаике — Т. 3. — М., 2012. — С. 45 — 52.
Щукин В. В. Общественная благотворительность и попечительство в пенитенциарных учреждениях Российской империи / В. В. Щукин // Наукові праці Національного університету «Одеська юридична академія» — Т. ХІ. — Одеса, 2012. — С. 456—463.
Щукин В. В. Специфика событий Холокоста в юго-восточной части румынской оккупационной зоны Транснистрии / В. В. Щукин // Культура полиса (The Culture of Polis). Часопис на негованье демократске политичке културе — Нови Сад, 2013. — № 21. — С. 209—226.
Щукин В. В. Из истории деятельности «Джойнта» в Николаеве в 20-х гг. ХХ в / В. В. Щукин // Історичні Мідраші Північного Причорномор'я. Матеріали ІІІ Міжнародної науково-практичної конференції — Т. 1. — Миколаїв: Тип. Шамрай, 2014. — С. 157—168.
Щукин В. Здравоохранение и медицинское обслуживание в еврейских земледельческих колониях Херсонской губернии в ХІХ — начале ХХ веков / В. Щукин//Труды по еврейской истории и культуре. Материалы ХХІ Международной ежегодной конференции по иудаике — М., 2015. — С. 127—143.
Щукин В. В. Семья Яновских-Шнеерсон в Николаеве / В. В. Щукин // Исторические мидраши Северного Причерноморья. Материалы V Международной научно-практической конференции. — Т. ІІ. — Николаев: Изд. П. Н. Шамрай, 2016. — С. 289—297.
Shchukin V. Nikolaev Overview / V. Shchukin // Early Years. The formative years of the Rebe, Rabbi Menachem M. Schneerson, as told by documents and archival data. — New-York: Kehot Publication Society, 2006. — P. 15 — 19.
Щукин В. В. Несколько эпизодов биографии раввина Абрама-Давида Лавута / В. В. Щукин // Історичні мідраші Північного Причорномор'я. Матеріали VI Міжнародної науково-практичної конференції. — Миколаїв: Типогр. Шамрай, 2017. — С. 236—244.
Щукін В. В. Григорій Миколайович Ге: віхи життя й діяльності / В. В. Щукін // Ге Г.  М. Історичний нарис столітнього існування міста Миколаєва при гирлі Інгулу (1790—1890) / Г. М. Ге /доп. і переклад В. В. Чернявського. — Миколаїв: Іліон, 2018. — С. 13 — 26.
Щукін В. В. Повстання у Миколаєві в березні 1918 року // Миколаївщина у вирі революційних подій: березень 1917 р. — квітень 1918 р. : Документи та матеріали / упоряд. Л. Л. Левченко. — Миколаїв: Іліон, 2019. — С. 70 — 115.
ІІ. Монографії, глави та розділи до монографій
Щукін В. В. Нищення  культури  в  роки німецько-румунської окупації // Миколаївщина в роки Великої Вітчизняної війни: 1941—1944. (До 60-річчя визволення області від німецько-румунських окупантів). — Миколаїв: «Квіт», 2004. –  С.215-226.
Шитюк М. М., Щукін В. В. Єврейське населення Херсонської губернії в ХІХ − на початку ХХ століть. /М. М. Шитюк, В. В. Щукін. — Миколаїв: Вид. Ірини Гудим, 2008. − 220 с. (у співавторстві). [Архівовано 27 червня 2019 у Wayback Machine.]
Щукин В. В., Павлюк А. Н. Земляки. Очерки истории еврейской общины города Николаева (конец XVIII ─ начало ХХ вв.) /В. В. Щукин, А. Н. Павлюк / Научный редактор Н. Н. Шитюк. ─ Николаев: Изд. Ирины Гудым, 2009. ─ 350 с. (у співавторстві). [Архівовано 5 березня 2022 у Wayback Machine.]
Щукин В. В. Григорий Николаевич Ге / В. В. Щукин. ─ Николаев: Изд. Ирины Гудым, 2009. ─ 32 с. [Архівовано 21 червня 2019 у Wayback Machine.]
Щукин В. В. Дорога к храму. Еврейские культовые сооружения и религиозные общины в г. Николаеве. Очерк истории /В. В. Щукин. — Николаев: Изд. Шамрай П. Н., 2011. — 96 с.
Судьбы евреев Николаевщины в период Великой Отечественной войны 1941—1945 гг. / Под ред. М. Д. Гольденберга / Редактор-составитель В. В. Щукин. — Николаев: Изд. Н. П. Шамрай, 2013. — 408 с. [Архівовано 21 червня 2019 у Wayback Machine.]
Авторські глави:
Щукин В. В., Павлюк А. Н. Еврейское население на территории современной Николаевщины с конца XVIII до начала ХХ вв. — С. 9 — 25.  (в соавторстве)
Щукин В. В. Трагическая хроника Холокоста на землях Николаевской области. — С. 54 — 91.
Щукин В. В., Павлюк А. Н. Еврейские земледельческие колонии Херсонской губернии (ХІХ — начало ХХ вв.): очерки истории / В. В. Щукин, А. Н. Павлюк; под ред. М. Д. Гольденберга. — Николаев: Изд. Шамрай П. Н., 2016. — 408 с. (в соавторстве).
Щукин В. В. Николаевский Адмиралтейский собор. Очерк истории /В. В. Щукин. — Николаев: Изд. Ирины Гудым, 2017. — 224 с. [Архівовано 21 червня 2019 у Wayback Machine.]
Non nocere. Из истории первой больницы в Николаеве /В. Щукин, Н. Замлинский, А. Кокошко. — Николаев: Изд. Ирины Гудым, 2018. — 224 с.
Щукін В. В. Етнічні меншини Миколаївщини в період Української національної революції /В. В. Щукін// Миколаївщина: нариси історії революції 1917—1921 років / Л. Л. Левченко, Л. А. Вовчук, О. В. Волос та ін. — Миколаїв: Іліон, 2017.– С. 156—191.
ІІІ. Науково-методичні, науково-популярні та довідкові видання
Історія України. Навчальний посібник для студентів, учителів та учнів середніх шкіл. — Миколаїв, 1992. — 303с. (у співавторстві).
Короткий довідник з історії України. — Київ: Вища школа, 1994. — 255 с. (у співавторстві).
Історія єврейського народу. Навчальний посібник. — Миколаїв, 1994. — 70 с. (у співавторстві).
Історія української культури. — Миколаїв, 1996.  – 210 с. (керівник авторського колективу, у співавторстві).
Козацькі поселення на Миколаївщині. Навчальний посібник. — Миколаїв, 2001. — 56 с. (у співавторстві, науковий редактор).
Козацька веселка над Бугом. Свята та обряди з козацьких поселень на Миколаївщині. Хрестоматія з народознавства. — Миколаїв, 2002. — 190 с. (у співавторстві, редактор).
Щукін В. В. Культурний розвиток Миколаївщини в кінці XVIII — на початку ХХ ст. // Миколаївщина: літопис історичних подій. — Миколаїв, 2002. — C. 132—171.
Щукін В. В. Культурне та освітнє життя Миколаївщини ХХ століття // Там само. − С. 635—667.
Щукін В. В. Історія держави і права України. Словник термінів і понять / В. В. Щукін, Н. В. Сугацька, А. М. Павлюк / Під ред. М. М. Шитюка. ─ Київ: Кондор, 2011. ─ 282 с. (у співавторстві).
Еврейские адреса города Николаева (Еврейский путеводитель по Николаеву /Автор-составитель В. В. Щукин, редактор М. Д. Гольденберг, редактор-консультант А. Н. Павлюк. — Николаев: Изд. П. Н. Шамрай, 2015. — 144 с.
Старина николаевская и очаковская. Антология (Источники по истории городов Николаева и Очакова). В 2-х т. / Авторы-составители В. В. Щукин, А. Н. Павлюк. — Николаев: Изд. Ирины Гудым, 2016. — 272/92 с.
Праведники народов мира, Праведники Украины, спасители: Николаевская область / редакторы-составители Н. В. Сугацкая, Л. Б. Ташлай, В. В. Щукин, С. Н. Сугацкий. — Николаев: Изд. Шамрай П. Н., 2016. — 108 с. (в соавторстве).
Левченко Л., Щукин В. Наш земляк Ребе Менахем-Мендл Шнеерсон. История семьи Лавут-Яновских-Шнеерсон в Николаеве /Л. Левченко, В. Щукин / перевод на английский Р. Бужиков. — Николаев: Изд. Ирины Гудым, 2019. — 156 с.

## Нагороди і премії
- Лауреат обласної премії ім. Миколи Аркаса [Архівовано 23 березня 2018 у Wayback Machine.] (1996 р., 2002 р., 2004 р.)[11][12]